# كريستيان فيرنر
كريستيان فيرنر (بالألمانية: Christian Werner)‏ هو سائق سيارة سباق ألماني، ولد في 19 مايو 1892 في شتوتغارت في ألمانيا، وتوفي في 17 يونيو 1932 في Bad Cannstatt ‏ في ألمانيا.

## روابط خارجية
- كريستيان فيرنر على موقع Racing-Reference.info (الإنجليزية)
- كريستيان فيرنر على موقع DriverDB.com (الإنجليزية)